# Johnny Tapia
John Lee "Johnny" Tapia (Albuquerque, 13 de febrero de 1967 - ibídem, 27 de mayo de 2012) fue un boxeador estadounidense.
Consiguió los títulos mundiales en las categorías de los pesos supermosca, gallo y pluma.

## Vida personal
Tapia estuvo casado con Teresa Tapia en 1994 y tuvo tres hijos. La familia vivía en Albuquerque, NM.
Tenía muchos tatuajes, que eran prominentes, cuando estaba luchando. Uno de ellos dijo: "'Mi Vida Loca' '(" My Crazy Life "), el apodo que adoptó. Escribió una autobiografía por ese título. fue un cristiano nacido de nuevo.

### Muerte
El 27 de mayo de 2012, Tapia fue encontrado muerto en su casa de Albuquerque. Él tenía 45 años.  No se sospecha de juego sucio. Tapia murió de insuficiencia cardíaca.